# What You Don't Know (canção)
"What You Don't Know" é o primeiro single do álbum What You Don't Know, lançado pelo grupo de freestyle Exposé em 1989. A canção foi escrita e produzida pelo fundador do grupo, Lewis A. Martineé. Os vocais principais são cantados por Gioia Bruno. 
A canção alcançou a posição #8 na Billboard Hot 100 em Julho de 1989, estendendo a sequencia do grupo de singles consecutivos que conseguiram entrar no Top 10 dos Estados Unidos. Na parada de músicas dance da Billboard, a canção alcançou a posição #2 na Hot Dance Club Play e #8 no Hot Dance Singles Sales. Foi o primeiro single do grupo a ser certificado Ouro pela RIAA. No Reino Unido, a canção ficou somente duas semanas na parada e alcançou a posição #99 em Setembro de 1989.
Embora o grupo tenha continuado a ter sucesso nas paradas de músicas dance, esse foi um dos últimos sucessos de Exposé que contem uma batida freestyle, com a qual elas haviam se tornado associadas devido a maioria dos singles do seu álbum anterior, Exposure. Muitas das canções pop lançadas pelo grupo a partir deste ponto foram faixas de músicas adulto-contemporâneas.

## Faixas
Estados Unidos CD Promo Single
| N.º | Título                                       | Duração |  |
| 1.  | "What You Don't Know" (Radio Mix)            | 4:10    |  |
| 2.  | "What You Don't Know" (Atomic Mix)           | 6:35    |  |
| 3.  | "What You Don't Know" (Might Hurt You Beats) | 2:36    |  |
| 4.  | "What You Don't Know" (Bass Mix)             | 7:09    |  |
| 5.  | "What You Don't Know" (Crossover Mix)        | 6:36    |  |

Alemanha Maxi-single
| N.º | Título                                       | Duração |  |
| 1.  | "What You Don't Know" (Atomic Mix)           | 6:35    |  |
| 2.  | "What You Don't Know" (Might Hurt You Beats) | 2:36    |  |
| 3.  | "What You Don't Know" (Radio Mix)            | 4:10    |  |
| 4.  | "What You Don't Know" (Walk Along Mix)       | 3:49    |  |

## Certificações
| País                  | Certificação | Data                 | Vendas certificadas |
| --------------------- | ------------ | -------------------- | ------------------- |
| Estados Unidos - RIAA | Ouro         | 10 de Agosto de 1989 | 500,000             |

## Desempenho nas paradas musicais
| Parada musical (1989)                               | Melhor posição |
| --------------------------------------------------- | -------------- |
| Canadá (RPM Dance/Urban)                            | 1              |
| Canadá (RPM Top 100 Singles)                        | 17             |
| Estados Unidos (Billboard Hot 100)                  | 8              |
| Estados Unidos (Hot Dance Music/Club Play)          | 2              |
| Estados Unidos (Hot Dance Music/Maxi-Singles Sales) | 8              |
| Países Baixos (MegaCharts)                          | 55             |
| Reino Unido (UK Singles Chart)                      | 99             |

| Parada de fim de ano (1989)              | Melhor posição |
| ---------------------------------------- | -------------- |
| Canadá (RPM Top 25 Dance Singles of '89) | 17             |